# Livezi, Mehedinți
Livezi este un sat în comuna Florești din județul Mehedinți, Oltenia, România.